# 浩齐特右翼旗
浩齐特右翼旗，中国清代、民国时期内蒙古旧旗名。
清顺治八年（1651年），噶尔玛色旺率部自喀尔喀车臣汗处归附清廷；顺治十年（1653年）以浩齐特部置，属锡林郭勒盟。牧地在锡林河下游，治今内蒙古自治区锡林浩特市北乌尤特。1948年与阿巴嘎左翼旗、阿巴哈纳尔左翼旗合并为中部联合旗。